# 建物のライフサイクルマネジメント
建物のライフサイクルマネジメント (英: building lifecycle management, BLM)は、製品ライフサイクル管理（PLM）の手法を、建物の設計、建設、および管理に適応すること。建物のライフサイクルマネジメントには、正確で広範なビルディングインフォメーションモデリング（BIM）が必要となる。
建設済みの環境のライフサイクル管理には、標準化されたオントロジーと、異なる能力、テクノロジー、およびプロセスの統合が必要となる。